# Erciş
Erciş là một huyện thuộc tỉnh Van, Thổ Nhĩ Kỳ. Huyện có diện tích 1876 km² và dân số thời điểm năm 2007 là 152201 người, mật độ 81 người/km².